# Joaquín Ruiz Sierra
Joaquín Ruiz Sierra (Torrelavega, 1850 - ¿Santander?, noviembre de 1893) fue un arquitecto español, titulado en 1873, que trabajo desde 1876 como arquitecto municipal de la ciudad de Valladolid. En desarrollo de ese puesto el alcalde Miguel Íscar le encargó en 1878 los proyectos de los mercados del Campillo (1880), de Portugalete (1881) y del Val (1882). Estos tres proyectos de mercados, inspirados en obras francesas como Les Halles de París, fueron pioneros en la arquitectura del hierro en España. Trazados los planos, se encargó también de la dirección de las tres obras; sin contratiempos en el caso de los del Campillo y Portugalete, pero con retrasos y graves problemas en el caso del Val, que sin embargo es el único que pervive hoy en día.
También fue responsable de la edificación del teatro Zorrilla (1884), de una criticada reforma del Hospital de Esgueva (1879), de la erección del monumento a Cervantes, originalmente instalado frente a su casa (1876), y de varios proyectos de apertura y alineación de calles en el casco histórico de Valladolid, como los de la calle de Regalado o la ampliación de Cebadería, Manzana, Jesús y otras. Este último proyecto de realineación, ejecutado para dejar sitio a la nueva Casa Consistorial, determinó la demolición parcial de la Iglesia de Jesús Nazareno; Ruiz Sierra se encargó de cerrar la parte superviviente del edificio con su actual fachada de ladrillo a la calle de Jesús.
Más tarde se trasladó a Santander, ciudad en la que también ocupó el cargo de arquitecto municipal desde diciembre de 1885 hasta su muerte en noviembre de 1893. Allí se encargó de la reforma y ampliación del Hospital de San Rafael (1890), actual sede del Parlamento de Cantabria, y de la reforma del cementerio de Ciriego (1893), modificando un proyecto anterior de Casimiro Pérez de la Riva, inaugurado en 1885 y que daba importantes problemas de cimentación.